# 喀希尼
阿图尔·帕夫洛维奇·喀希尼（俄語：Артур Павлович Кассини，1835年？月？日—1919年？月？日），是俄罗斯帝国贵族，外交官，甲午战争前后曾担任俄罗斯帝国驻大清国公使，参与三国干涉还辽和租借旅顺。他还分别曾担任驻美国和西班牙大使。